# Brian Garrow
Brian Garrow (Santa Clara, 8 aprile 1968) è un ex tennista statunitense.

## Carriera
In carriera ha vinto 2 titoli di doppio. Nei tornei del Grande Slam ha ottenuto il suo miglior risultato raggiungendo le semifinali di doppio agli US Open nel 1990, in coppia con il connazionale Sven Salumaa.

## Statistiche

### Doppio

#### Vittorie (2)
| Numero | Anno           | Torneo                                     | Superficie | Compagno          | Avversari in finale         | Punteggio     |
| 1.     | 16 luglio 1989 | Hall of Fame Tennis Championships, Newport | Erba       | Patrick Galbraith | Neil Broad Stefan Kruger    | 2–6, 7–5, 6–3 |
| 2.     | 8 aprile 1990  | ATP Rio de Janeiro, Rio de Janeiro         | Sintetico  | Sven Salumaa      | Nelson Aerts Fernando Roese | 7–5, 6–3      |

### Doppio

#### Finali perse (2)
| Numero | Anno              | Torneo                           | Superficie | Compagno       | Avversari in finale               | Punteggio     |
| 1.     | 27 agosto 1990    | Schenectady Open, Schenectady    | Cemento    | Sven Salumaa   | Richard Fromberg Brad Pearce      | 2-6, 6-3, 6-7 |
| 2.     | 30 settembre 1990 | Brisbane International, Brisbane | Cemento    | Mark Woodforde | Todd Woodbridge Jason Stoltenberg | 6-2, 4-6, 4-6 |